# Infurcitinea monteiroi
Infurcitinea monteiroi is een vlinder uit de familie echte motten (Tineidae). De wetenschappelijke naam is voor het eerst geldig gepubliceerd in 1957 door Amsel.
De soort komt voor in Europa.